# David Navarro
David Navarro Pedrós (Sagunto, 25 maggio 1980) è un ex calciatore spagnolo, di ruolo difensore.

## Carriera
Calcisticamente cresciuto nel settore giovanile del Valencia, ha debuttato in prima squadra il 13 aprile 2003; nella stagione successiva ha disputato dodici partite in Primera División e sei in Coppa UEFA, vincendo entrambe le competizioni. Nel corso degli anni non è mai riuscito a diventare un titolare del Valencia con nessuno degli allenatori che si sono susseguiti sulla panchina dei giallo-rossi.
Il suo nome è salito alla ribalta internazionale il 6 marzo 2007, al termine dell'ottavo di finale di Champions League tra Valencia e Inter (0-0), quando ha colpito l'avversario Nicolás Burdisso con un pugno al volto; in seguito alla rissa, è stato squalificato da tutte le competizioni per sei mesi.
Nell'estate del 2007 è stato ceduto in prestito al Maiorca per due stagioni.
Nel 2010 ha fatto ritorno al Valencia, indossando anche la fascia di capitano durante l'assenza dell'infortunato David Albelda.
Nel 2011 è stato acquistato dagli svizzeri del Neuchâtel Xamax, ma la sua esperienza elvetica è durata soltanto sei mesi, dato che nel gennaio del 2012 ha fatto ritorno in Spagna per accasarsi al Levante.
Nel 2016 è stato ingaggiato dall'Alcorcón.
Il 1º gennaio 2018 ha annunciato il suo ritiro dal calcio giocato.

## Palmarès
- Campionato spagnolo: 1

Valencia: 2003-2004
Competizioni Internazionali
- Coppa UEFA: 1

Valencia: 2003-2004
- Supercoppa europea: 1

Valencia: 2004